# Zaharia Trahanache
Zaharia Trahanache este unul din personajele principale ale comediei O scrisoare pierdută a lui Ion Luca Caragiale. Este soțul lui Zoe Trahanache.
Deși în aparență Zaharia Trahanache (care este mai în vârstă decât Zoe și amantul ei, prefectul Tipătescu) este mai încet în gândire și mai ușor de dus de nas, în realitate este un individ abil și oportunist, care acceptă situația de adulter a soției sale în favoarea propriului său interes.
Clișeul său verbal este „Ai puṭintica rǎbdare, stimabile!”.